# This Is the Story
This Is the Story è il primo album in studio del duo musicale scozzese The Proclaimers, pubblicato nel 1987.

## Tracce
1. Throw the 'R' Away – 2:44
2. Over and Done With – 2:47
3. Misty Blue – 3:35
4. The Part That Really Matters – 2:42
5. (I'm Gonna) Burn Your Playhouse Down – 1:59
6. Letter from America (Acoustic Version) – 4:03
7. Sky Takes the Soul – 2:22
8. It Broke My Heart – 2:25
9. The First Attack – 3:58
10. Make My Heart Fly – 2:28
11. Beautiful Truth – 4:26
12. The Joyful Kilmarnock Blues – 3:04
13. Letter from America (Band Version) – 4:00

## Formazione
- Craig Reid – voce, tamburello, bongos, maracas
- Charlie Reid – chitarra acustica a sei corde, chitarra a 12 corde, basso acustico, voce
- Ian Maidman – basso, tastiera